# جين سو كيم
جين سو كيم هي فنانة كورية جنوبية، ولدت في 1950 في سول في كوريا الجنوبية.